# Samantha Logan
Samantha Jade Logan (Boston, Massachusetts; 27 de octubre de 1996) es una actriz estadounidense, conocida por interpretar a Nona Clark en la serie 666 Park Avenue y Taylor DuBois en la telenovela General Hospital ambas de ABC.

## Primeros años
Logan nació en Boston, Massachusetts, y se mudó a la ciudad de Nueva York a la edad de 10 años. Después de mudarse apareció en comerciales nacionales que le permitieron mostrar sus habilidades de canto y baile. Ella tiene ascendencia irlandesa y trinitense.

## Carrera
En 2011, actuó en un episodio de Law & Order: Special Victims Unit interpretando a Lola. Al año siguiente, formó parte del elenco principal en la serie de ABC 666 Park Avenue como Nona Clark, solo duró una temporada y fue cancelada en ese mismo año. Luego apareció en trece episodios en la serie de la ABC General Hospital dando vida a Taylor DuBois. En 2014, se unió al elenco de Teen Wolf de MTV para la cuarta temporada como Violet. De 2014 a 2015, apareció de forma recurrente en 7 episodios en la serie de Freeform The Fosters interpretando a Tia Stephens, y en 2016, apareció como invitada en el episodio de 300 de NCIS.

## Vida personal
Logan es bailarina desde los 3 años.

## Filmografía
| Cine       | Cine                                                        | Cine              | Cine                         |
| Año        | Título                                                      | Papel             | Notas                        |
| ---------- | ----------------------------------------------------------- | ----------------- | ---------------------------- |
| 2011       | Detachment                                                  | Spitting Daughter |                              |
| 2014       | Alexander and the Terrible, Horrible, No Good, Very Bad Day | Heather           |                              |
| Televisión |                                                             |                   |                              |
| Año        | Título                                                      | Papel             | Notas                        |
| 2009       | Gossip Girl                                                 | Little Girl #2    | Episodio: "Enough About Eve" |
| 2011       | Law & Order: Special Victims Unit                           | Lola              | Episodio: "Blood Brothers"   |
| 2012–2013  | 666 Park Avenue                                             | Nona Clark        | 6 episodios                  |
| 2013       | General Hospital                                            | Taylor DuBois     | 13 episodios                 |
| 2014       | Melissa & Joey                                              | Stella            | 4 episodios                  |
| 2014       | Teen Wolf                                                   | Violet            | 3 episodios                  |
| 2014–2015  | The Fosters                                                 | Tia Stephens      | 7 episodios                  |
| 2015       | Members Only                                                | Imani Rogers      | Episodio: "Piloto"           |
| 2015       | Studio City                                                 | Emma              | Episodio: "Piloto"           |
| 2016       | Comedy Bang! Bang!                                          | Jade              | 1 episodio                   |
| 2016       | NCIS                                                        | Riley Davis       | 1 episodio                   |
| 2016       | Cruel Intentions                                            | Cassidy           | Episodio: "Piloto"           |